# Товстогуба кефаль
Товстогуба кефаль (Chelon) — рід риб родини кефалевих. Містить три види.

## Види
- Chelon bispinosus (Bowdich, 1825)
- Chelon labrosus (Risso, 1827)
- Chelon planiceps  (Valenciennes, 1836)